# Hötorgskonst
Hötorgskonst är i Sverige en beteckning på målningar utan konstnärligt värde.
Denna konst är en typ av kommersiella målningar som producerats i stor upplaga med banala motiv och utan konstnärligt värde. Termen kommer av att denna typ av målningar tidigare brukade säljas direkt till privatkunder på Hötorget i Stockholm, istället för via konsthandlare. I finare konstkretsar är det en nedsättande benämning på konst där konstnären prioriterat vinstaspekten, enkelt folks intresse, skapat flera kopior av varje verk, och inte följt konstelitens principer för god och nyskapande modern konst. 
Till genren hörde även att den ofta såldes med ganska tvivelaktiga metoder. Ofta försågs tavlorna med "äkthetsintyg" för att därmed ge intryck av exklusivitet. Konstnärerna skapade ofta "pseudonymer" med utarbetade biografier som skulle locka till köp. Konstnärerna kunde också tillskrivas ha gått påhittade utbildningar och vunnit påhittade pris för att därmed höja deras status.
Hötorgskonst är handmålad, i de flesta fall i olja eller akryl, men ofta med hjälp av mallar. Inte sällan kan man se tavlor med samma bakgrund men olika huvudmotiv, som rävar, rådjur, flygande gäss och annat, däremot kan både material och teknik vara mycket bra.
Kända exempel på hötorgskonst är tavlor med motiv som romska kvinnor, gråtande barn, fiskargubbar samt den så kallade "Älg i solnedgång".